# Museu do Batha
O Museu do Batha (em francês: Musée du Batha) é um museu etnográfico em Fez, Marrocos, que está instalado num antigo palácio real do século XIX com o mesmo nome, situado na almedina da cidade.
O Palácio do Batha ou Dar Batha foi construído para ser uma residência de verão e local de audiências pelo sultão Hassan I (r. 1873–1894), no final do século XIX. De estilo hispano-mourisco, o edifício foi completado e embelezado pelo sucessor de Hassan, Abdelaziz (r. 1894–1908). As proporções do palácio, as suas arcadas, as galerias e os jardins, são de uma harmonia considerada muito bela.
O palácio foi transformado em museu em 1915, nos primeiros anos do Protetorado Francês de Marrocos, com o nome de "Museu de Artes e Tradições Populares" (Musée Des Arts et Traditions Populaires), por iniciativa do governo marroquino e das autoridades do protetorado.
A exposição permanente do museu em 2015, intitulada "Artes e tradições de viver em Fez e nas suas regiões", tem como objetivo apresentar um conjunto de fatores históricos e socioculturais que marcaram a cidade de Fez e a região ao longo da sua história, através de numerosas peças representativas dos ofícios tradicionais e das tradições que se desenvolveram ao longo dos séculos, tanto em espaços públicos como em espaços privados, quer urbanos quer rurais, mostrando vários aspetos da vida citadina e rural. As peças em exposição são muto variadas: madeira esculpida, zellige (azulejo marroquino), ferro forjado, estuque esculpido, cerâmica celebrizada pelo vidrado azul cobalto (conhecido como "azul de Fez"), bordados, moedas, tapetes, joias, astrolábios, etc.